# Panorama de São Paulo, 1870

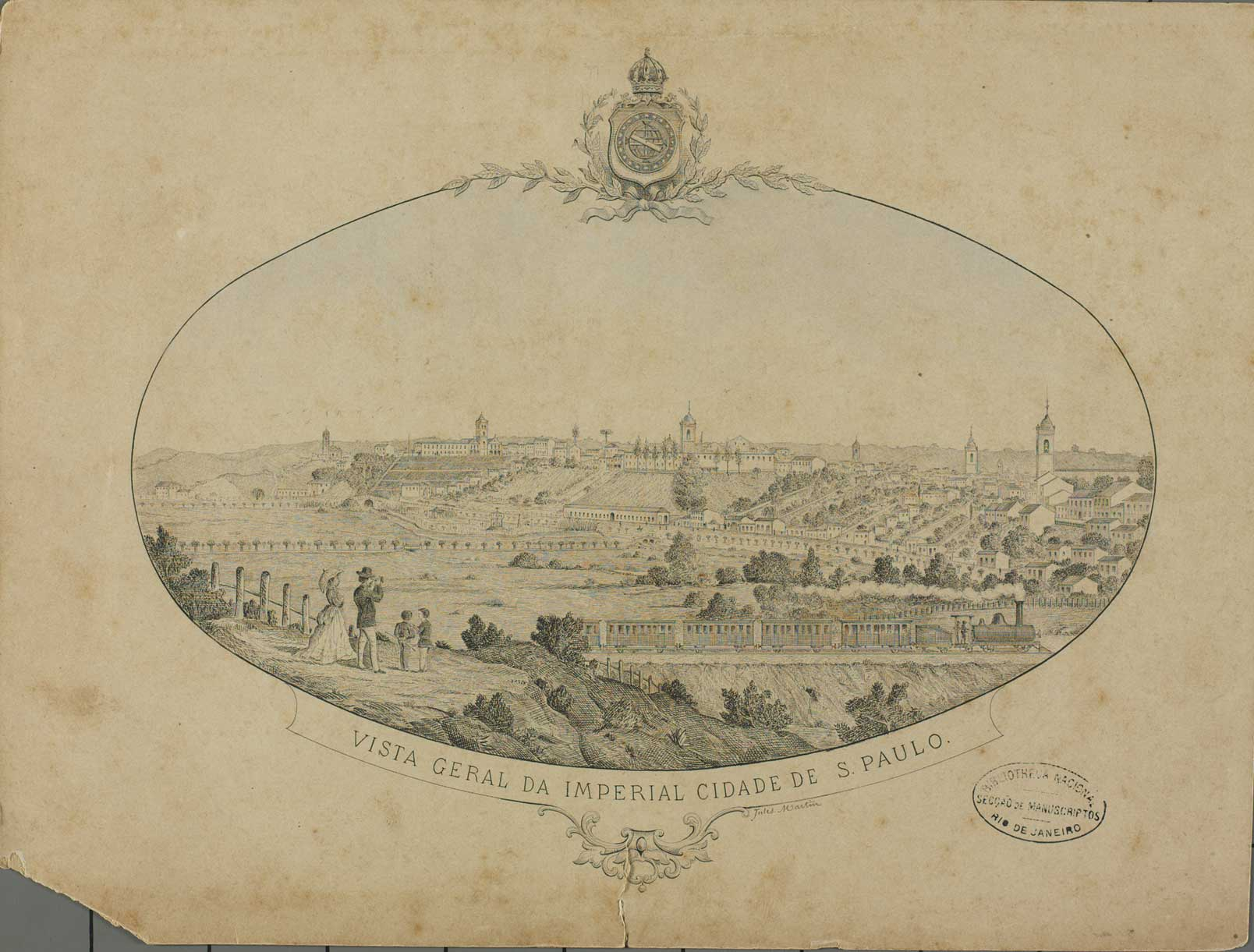
Vista geral da imperial cidade de São Paulo, de Jules Martin.

Panorama de São Paulo, 1870 é uma pintura de Henrique Manzo. A obra é do gênero pintura histórica e foi produzida na década de 1940. Está localizada em Museu Paulista. A obra foi produzida com tinta a óleo. Suas medidas são: 98 centímetros de altura e 222 centímetros de largura.
A obra compõe uma série de pinturas, normalmente encomendadas por Afonso D'Escragnolle Taunay, então diretor do Museu Paulista, para representar de modo positivo a Várzea do Carmo.
A representação da Várzea do Carmo, nas encomendas de Taunay, foi normalmente realizada para representar São Paulo no século XIX, quando o logradouro não havia ainda se transformado em um parque, no período republicano. A imagem normalmente revelada estava de acordo com a condição da região no período imperial. Para reconstituir São Paulo de antigamente, Manzo utilizou como modelo uma litogravura de Jules Martin, possivelmente enviada a ele pelo próprio Taunay.
A pintura é um panorama sobre São Paulo, com uma família em primeiro plano. O homem nessa família usa uma luneta. No fundo da paisagem, destacam-se torres de igrejas. A Várzea do Carmo é apresentada como uma área organizada; o Rio Tamanduateí segue um traçado retilíneo.
Manzo trouxe elementos que não estavam presentes na imagem de Martin, em especial um tropeiro. Este encontra-se na frente de um trem, o que indica uma tensão entre rural e urbano, caracterizada pela velocidade e grandeza do trem em relação à quietude e discrição do homem a cavalo. A representação da coexistência entre rural e urbano era um elemento central do acervo sendo constituído por Taunay.
Em consonância com a obra Panorama de São Paulo, 1870, outras pinturas do Museu Paulista, feitas na década de 1940, também retratam a Várzea do Carmo. É o caso da Tríptico de São Paulo Visto da Várzea do Carmo, 1941, também de Manzo, e Panorama de São Paulo, 1827, de José Canella Filho. 
Já durante a década de 1920, na direção de Taunay, seis obras foram encomendadas para retratar a região: Várzea do Carmo e Rio Tamanduateí, 1858, de José Wasth Rodrigues, Convento e Várzea do Carmo, 1870, de Graciliano Xavier, Antiga Várzea do Carmo, de João Ferreira Teixeira, Ponte do Carmo, 1870, de Juarez Silveira, Ponte do Carmo sob o Tamanduateí em 1830, de Enrico Vio, e Ladeira do Carmo em 1860, de Augusto Luiz de Freitas.